# Leo Amery
Leopold Charles Maurice Stennett Amery (ur. 22 listopada 1873 w Gorakhpur w Indiach, zm. 16 września 1955 w Londynie) – brytyjski polityk, poseł do parlamentu, korespondent wojenny podczas II wojny burskiej, członek Partii Konserwatywnej, minister w rządach Andrew Bonar Lawa, Stanleya Baldwina i Winstona Churchilla.
Był synem Anglika i węgierskiej Żydówki, która przybyła do Indii z Anglii. Bardzo szybko zdystansował się jednak od swojego pochodzenia, przyczyną mógł być też powszechny w tamtych czasach antysemityzm wśród establishmentu brytyjskiego, do którego aspirował. Uczęszczał do elitarnej szkoły Harrow w Londynie, a następnie do Balliol College w Oksfordzie, które ukończył z najlepszymi wynikami. Opanował biegle kilka języków: węgierski, serbski, turecki, bułgarski, włoski, niemiecki i francuski. Karierę rozpoczął jako korespondent wojenny dla dziennika „The Times” podczas II wojny burskiej, dużo też publikował (m.in. 7-tomowa książka pt. „The Times History of the South African War (1900-09)”), zasłynął artykułami krytycznymi dotyczącymi reformy armii brytyjskiej w południowej Afryce.
Wstąpił do Partii Liberalno-Unionistycznej i już w 1911 r. (na rok przed połączeniem się Liberalnych Unionistów z Partią Konserwatywną) został wybrany do Izby Gmin jako reprezentant okręgu Birmingham South. Po likwidacji tego okręgu w 1918 r. Amery reprezentował okręg wyborczy Birmingham Sparkbrook. Szybko awansował i w 1919 r. otrzymał stanowisko podsekretarza stanu w Ministerstwie ds. Kolonii w narodowym rządzie Davida Lloyda George’a. W 1917 r. mocno się przyczynił do sformowania legionu żydowskiego u wojsk brytyjskich w Palestynie walczących z Turkami. W latach 1922–1924 był pierwszym lordem Admiralicji, a następnie do 1929 r. pełnił stanowisko ministra ds. kolonii.
Jego kariera została przyhamowana po objęciu rządów w 1929 r. przez Partię Pracy. Powrócił do polityki w 1940 r., kiedy Winston Churchill powierzył mu stanowisko ministra ds. Indii i Birmy. W 1945 r. odszedł z polityki po przegranej w wyborach parlamentarnych. Odrzucił propozycję otrzymania tytułu parowskiego i został kawalerem Order Towarzyszy Honoru. W 1955 r. opublikował autobiografię „My Political Life”.
Miał dwóch synów: Johna – zdrajcę i kolaboranta z Niemcami podczas II wojny światowej i Juliana, późniejszego ministra.